# Sarissa De Vries
Sarissa De Vries (* 17. Februar 1989 in Lekkerkerk) ist eine niederländische Duathletin und Triathletin. Sie ist Nationale Meisterin Duathlon (2016), Triathlon (2017, 2018), Vize-Europameisterin (2017) und Weltmeisterin auf der Triathlon-Langdistanz (2021).

## Werdegang
Sarissa De Vries studierte Gesundheitswissenschaften an der Universität Maastricht und sie lebt ebenda.
In Neuseeland wurde sie 2012 im Triathlon Vize-Weltmeisterin in der Altersklasse U23.
2015 wurde sie Zweite auf der Triathlon-Langdistanz im Rahmen der Erstaustragung des Ironman Maastricht-Limburg (3,86 km Schwimmen, 180,2 km Radfahren und 42,195 km Laufen).

### Nationale Meisterin Duathlon 2016
Sarissa De Vries wurde im Oktober 2016 nationale Meisterin im Duathlon.

### Vize-Europameisterin Triathlon Langdistanz 2017
Im Juni 2017 wurde sie in Amsterdam nationale Meisterin Triathlon Kurzdistanz.

Im September wurde die damals 28-Jährige hinter ihrer Landsfrau Yvonne van Vlerken ETU-Vize-Europameisterin und damit auch Vize-Staatsmeisterin auf der Triathlon-Langdistanz im Rahmen des Challenge Almere-Amsterdam.
2018 wurde sie nationale Meisterin auf der Triathlon-Sprintdistanz. Im September 2019 wurde Sarissa De Vries Dritte bei der Europameisterschaft Triathlon Langdistanz im Rahmen der Challenge Almere-Amsterdam – und zugleich Vize-Staatsmeisterin hinter Yvonne van Vlerken.

### Weltmeisterin Triathlon Langdistanz 2021
Im April 2021 wurde Sarissa De Vries Zweite hinter der Schweizerin Nicola Spirig-Hug auf der Mitteldistanz bei der Challenge Gran Canaria. Im Mai gewann sie die Challenge Riccione in Italien.
Im September wurde die 32-Jährige bei der Challenge Almere-Amsterdam ITU-Weltmeisterin auf der Triathlon Langdistanz. Sie wird als schnellste niederländische Athletin als Achte geführt in der Bestenliste der Triathletinnen auf der Ironman-Distanz.

## Auszeichnungen
- Sportlerin des Jahres in Maastricht, 2017

## Sportliche Erfolge
| Datum/Jahr    | Rang | Wettbewerb                                  | Austragungsort | Zeit     | Bemerkung                                               |
| ------------- | ---- | ------------------------------------------- | -------------- | -------- | ------------------------------------------------------- |
| 8. Mai 2022   | 3    | Siegerland-Cup                              | Buschhütten    |          |                                                         |
| 25. Aug. 2018 | 2    | NED Triathlon National Championships        | Veenendaal     | 02:00:24 | hinter Jony Heerink                                     |
| 2. Juni 2018  | 1    | NED Sprint Triathlon National Championships | Rotterdam      | 01:03:05 |                                                         |
| 26. Aug. 2017 | 2    | NED Sprint Triathlon National Championships | Veenendaal     | 00:59:28 |                                                         |
| 4. Juni 2017  | 1    | NED Triathlon National Championships        | Amsterdam      | 02:05:51 |                                                         |
| 27. Aug. 2016 | 3    | NED Triathlon National Championships        | Veenendaal     | 01:00:09 |                                                         |
| 31. Mai 2015  | 2    | NED Triathlon National Championships        | Weert          | 02:11:56 | Nationale Vize-Meisterin Triathlon hinter Pien Keulstra |
| 20. Okt. 2012 | 2    | ITU Triathlon World Championship U23        | Auckland       |          | Vize-Weltmeisterin U23                                  |

| Datum/Jahr    | Rang | Wettbewerb                                                   | Austragungsort | Zeit     | Bemerkung                                                                               |
| ------------- | ---- | ------------------------------------------------------------ | -------------- | -------- | --------------------------------------------------------------------------------------- |
| 21. Aug. 2022 | 3    | ITU Long Distance Triathlon World Championships              | Šamorín        | 03:39:26 |                                                                                         |
| 12. Sep. 2021 | 1    | ITU Long Distance Triathlon World Championships              | Almere         | 08:32:04 | Weltmeisterin auf der Triathlon-Langdistanz                                             |
| 9. Mai 2021   | 1    | Challenge Riccione                                           | Riccione       | 04:23:16 |                                                                                         |
| 24. Apr. 2021 | 2    | Challenge Gran Canaria                                       | Anfi           | 04:11:17 |                                                                                         |
| 14. Sep. 2019 | 3    | ETU Challenge Long Distance Triathlon European Championships | Almere         | 09:12:29 | bei der Challenge Almere-Amsterdam                                                      |
| 9. Sep. 2017  | 2    | ETU Challenge Long Distance Triathlon European Championships | Almere         | 09:09:44 | ETU-Vize-Europameisterin Triathlon Langdistanz im Rahmen der Challenge Almere-Amsterdam |
| 31. Juli 2016 | 4    | Ironman Maastricht-Limburg                                   | Maastricht     | 10:05:50 |                                                                                         |
| 2. Aug. 2015  | 2    | Ironman Maastricht-Limburg                                   | Maastricht     | 09:58:44 | Zweite hinter Yvonne van Vlerken bei der Erstaustragung                                 |

| Datum/Jahr   | Rang | Wettbewerb                          | Austragungsort | Zeit     | Bemerkung                    |
| ------------ | ---- | ----------------------------------- | -------------- | -------- | ---------------------------- |
| 9. Okt. 2016 | 1    | NED Duathlon National Championships | Nissewaard     | 02:04:23 | Nationale Meisterin Duathlon |

(DNF – Did Not Finish; DNS – Did Not Start)